# El Loco de la colina

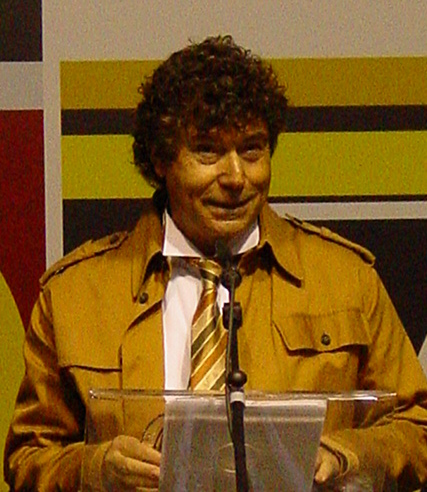
Jesús Quintero à la Foire du livre de Séville 2007

Pour les articles homonymes, voir Loco.
El Loco de la colina (Le Fou de la colline) est un célèbre programme télévisé et de radio en Espagne, constitué d'interview présenté par Jesús Quintero.